# Teodor Siedlecki
Teodor (Tadeusz) Siedlecki herbu Wąż – podstoli pilzneński w latach 1772–1793, cześnik pilzneński w latach 1767–1772, łowczy pilzneński w latach 1765–1767, miecznik pilzneński w latach 1764–1765, konsyliarz województwa sandomierskiego w konfederacji barskiej.